# Бискейн Бей Стрийт Съркит
Бискейн Бей Стрийт Съркит (Biscayne Bay Street Circuit) е градска писта, разположена на улиците на Маями, САЩ.
Предназначена е за стартове от календара на Формула Е. Дълга е 2,17 км и има 8 завоя. Дизайнът ѝ е дело на компанията за дизайн на писти Айеса. Разположена е в центъра на Маями, в близост до Бискейнския залив, като заобикаля Американ Еърлайнс Арена, дом на баскетболния отбор Маями Хийт. Първият старт на пистата е на 14 март 2015 г.

## Победители
| Година | Победител    | Отбор       | Време     | Най-бърза обиколка | Пол позишън   | Дата    |
| ------ | ------------ | ----------- | --------- | ------------------ | ------------- | ------- |
| 2015   | Никола Прост | е.дамс-Рено | 46:12.349 | Нелсиньо Пикет     | Жан-Ерик Верн | 14 март |